# Ryan Sheckler

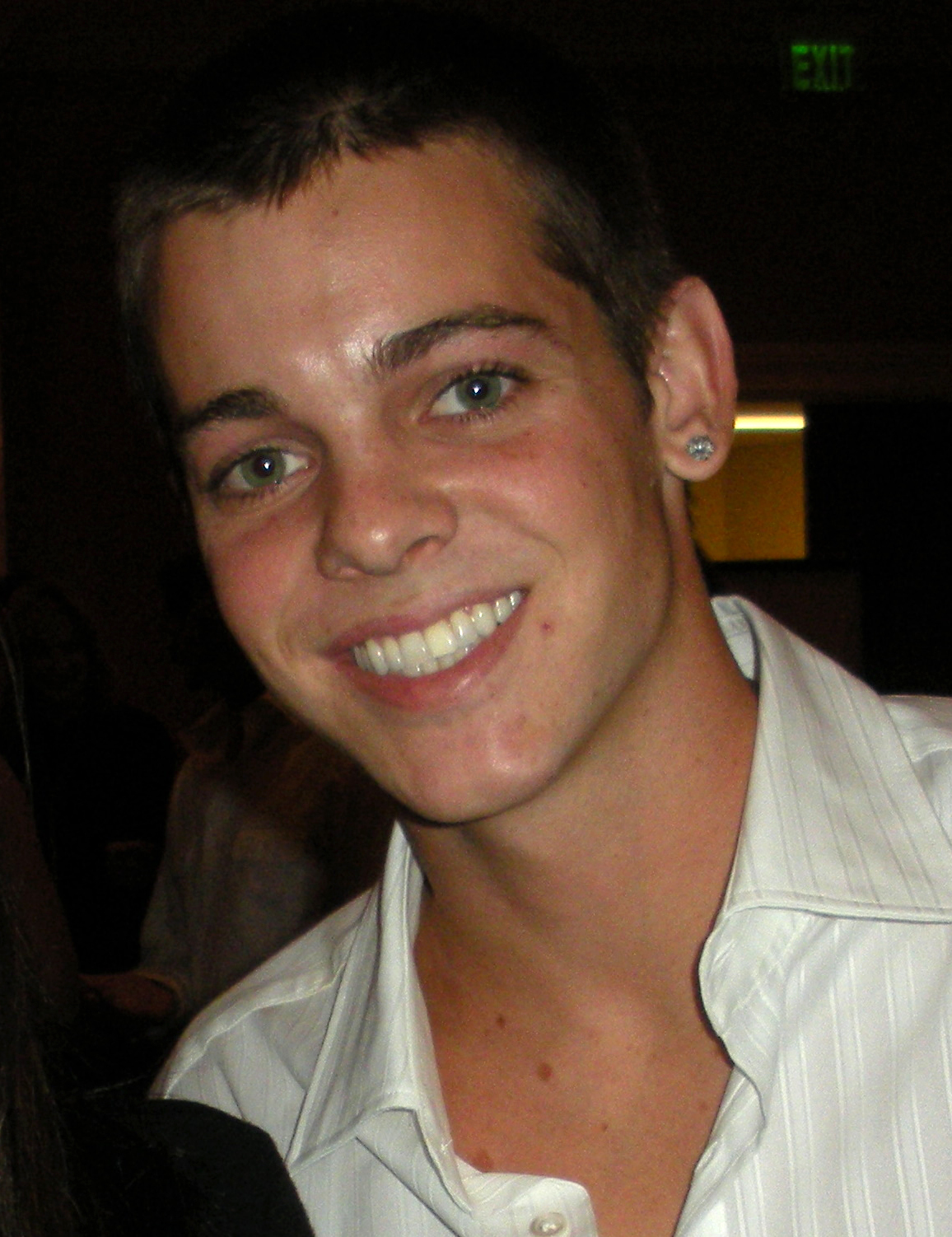
Ryan Sheckler

Ryan Sheckler, född 30 december 1989 i San Clemente, Kalifornien, är en professionell skateboardåkare.
Han var endast 18 månader när han stod på en skateboard för första gången. År 2003 blev han en av världens yngsta professionella skateboardåkare. I augusti samma år deltog han i X Games och där blev han (13 år gammal) tidernas yngste deltagare som tagit hem en guldmedalj, tills år 2017 då Brighton Zeuner övertog den platsen. Han är även den yngsta som fått en egen sko designad, en så kallas promodel, han var då 16 år.
På MTV har han också en TV-serie "Life of Ryan" som gjort stor succé. Han har en privat skatepark i San Clemente. Han är sponsrad av bland annat Redbull, Panasonic, Ethika, GoPro, Plan-B, Volcom, Etnies  och Nixon. Han åker regular. Han har även en skateboardpark i sin trädgård. Han har också grundat organisationen Shecklerfoundation. Han beskriver det som ett sätt för honom att nå ut till skateboardåkare och fans.
På YouTube har Sheckler en serie som kallas Sheckler Sessions. Förutom den har han även medverkat i 3 filmer, "Grind" (2003), "Street Dreams" (2009) och "Tooth Fairy Rock" även känd under namnet "You Can't Handle The Tooth" (2010).
Numera har Sheckler två privata skateparker i inomhusmiljö.